# Sammy Chapman
Sammy Chapman, właśc. Samuel Edward Campbell Chapman (ur. 16 lutego 1938 w Belfaście, zm. 24 lipca 2019 w Wombourne) – północnoirlandzki piłkarz występujący na pozycji pomocnika. Trener piłkarski.

## Kariera klubowa
W swojej karierze Chapman reprezentował barwy zespołów Glentoran, Glenavon, Shamrock Rovers, Mansfield Town, Portsmouth, Benoni United, ponownie Mansfield Town oraz East Rand United.

## Kariera reprezentacyjna
W 1958 roku Chapman został powołany do reprezentacji Irlandii Północnej na mistrzostwa świata. Nie zagrał jednak na nich w żadnym meczu, a Irlandia Północna odpadła z turnieju w ćwierćfinale. W drużynie narodowej Chapman nie rozegrał żadnego spotkania.